# Dariusz Świerczewski
Dariusz Świerczewski (ur. 22 lutego 1936 w Lublinie, zm. 9 lutego 2005 w Warszawie) – polski koszykarz, olimpijczyk z Rzymu (1960).

## Życiorys
W roku 1958 jako koszykarz Lecha Poznań zdobył tytuł mistrza Polski. W drużynie narodowej rozegrał 29 spotkań podczas których zdobył 130 punktów.
Na igrzyskach olimpijskich w 1960 roku wraz z kolegami z drużyny zajął 7. miejsce w turnieju.

## Osiągnięcia
Drużynowe
- Mistrz Polski (1955, 1958)
- Wicemistrz Polski (1961)
- Brązowy medalista mistrzostw Polski (1956, 1959)
- Zdobywca pucharu Polski (1954, 1955)

Reprezentacja
- Uczestnik igrzysk olimpijskich (1960 – 7.miejsce)